# تپه لرچینی
تپه لرچینی مربوط به هزاره اول قبل از میلاد است و در شهرستان قروه، بخش ئیلاق، دهستان ییلاق جنوبی، روستای باشماق واقع شده و این اثر در تاریخ ۱۴ اسفند ۱۳۸۵ با شمارهٔ ثبت ۱۷۷۸۹ به‌عنوان یکی از آثار ملی ایران به ثبت رسیده است.